# Société des Bains de Mer
La Société des Bains de Mer è la più antica società del Principato di Monaco; la sua fondazione risale al 1863.
Si tratta della società monegasca con il maggior numero di dipendenti e con il fatturato più elevato. Dalla Société des Bains de Mer dipendono 32 ristoranti, 5 casinò, 4 alberghi, 7 bar e night club, 3 spa, 4 club sportivi e 3 sale da spettacoli.
È quotata alla Borsa di Parigi. 
La proprietà della Société des Bains de Mer è composta da: Stato Monegasco (59,47%), il miliardario Aaron Frenkel tramite Equity Finance & Investment Ltd. (7,8%), il conglomerato LVMH (UFIPAR SAS) (5%) e GEG Investment Holdings (4,99%).

## Cronologia
- 1863, fondazione della società con ordinanza principesca del principe Carlo III
- 1863, la società porta a compimento i lavori del Casinò di Monte Carlo
- 1º giugno 1866, la società comincia i lavori per la costruzione del nuovo quartiere di Monte Carlo
- 1868, la società apre il Café de Paris
- settembre 1897, durante una mostra al Palais des Beaux Arts, proprietà della SBM presentano le proprietà fisiche dei raggi X
- 1900, ristrutturazione dell'Hôtel Hermitage
- 1911, organizzazione del Rally di Monte Carlo e del Monte-Carlo Golf Club sul Monte Agel nei pressi del principato
- 1929, inaugurazione del Monte-Carlo Beach Hôtel nei pressi del confine monegasco e del Monte-Carlo Country Club
- 1931, inaugurazione dello Sporting d'Hiver
- 1961, apertura del bowling al Café de Paris
- 15 marzo 1969, inaugurazione della Salle des Amériques al Casinò di Monte Carlo
- 1974, apertura del Monte-Carlo Sporting Club e patrocinio del Festival del Circo di Monte Carlo
- 1981, inaugurazione del Teatro Principessa Grace
- aprile 1992, installazione di una nuova fontana davanti al Casinò di Monte Carlo
- 1995, inaugurazione del Terme Marine di Monte Carlo
- 1999, inaugurazione della Sporting Monte Carlo
- 2004, prima fase del rinnovamento dell'Hôtel Mirabeau
- 2005, inaugurazione del Monte-Carlo Bay Hotel & Resort
- 2010, inaugurazione del Buddha bar di Montecarlo

## Offerta
L'offerta dell'azienda comprende:
- 4 hotel e palazzi di lusso: l'Hôtel de Paris Monte-Carlo, l'Hôtel Hermitage Monte-Carlo, il Monte-Carlo Beach e il Monte-Carlo Bay Hotel & Resort;
- 4 casinò, tra cui il Casinò Monte-Carlo;
- 33 ristoranti e bar, tra cui il Louis XV - Alain Ducasse, il Grill, la Brasserie du Café de Paris e il Buddha Bar;

4 centri termali, tra cui le Thermes marins Monte-Carlo; * un teatro: la Salle de la Villette.
- un teatro: la Salle des Étoiles;
- stabilimenti notturni come :
  - la club notturno Jimmy'z,
  - la Rascasse,
  - il Blue Gin;
- Monte-Carlo Beach Club;
- Golf Club Monte-Carlo;
- Monte-Carlo Country Club;
- negozi dedicati a marchi di lusso;
- 60 sale per riunioni e banchetti;
- il Teatro dell'Opera di Monte-Carlo.